# Маклин, Анджела Рут
Анджела Рут Маклин (Angela Ruth McLean; род. 31 мая 1961) — британский биолог.
Занимается применением математических моделей для изучения эволюции и распространения инфекций.
Член Лондонского королевского общества (2009), доктор философии, профессор математической биологии Оксфордского университета и (с 2008) старший исследовательский фелло его Колледжа всех душ, а также содиректор Института новых инфекционных заболеваний (Institute for Emerging Infections).

## Биография
В 1979—1982 гг. изучала математику в оксфордском Сомервиль-колледже, окончила его как бакалавр.
В 1982—1983 гг. училась на кафедре математики Калифорнийского университета в Беркли, получила степень магистра.
В 1983—1986 гг. в Имперском колледже Лондона, получила степень доктора философии по биоматематике, занимаясь эпидемиологией кори; в 1986—1988 гг. там же постдок.
В 1988—1989 гг. работала в Drexel Burnham Lambert, а в 1989—1990 гг. — в National Institute for Medical Research.
С 1990 г. университетский исследовательский фелло Королевского общества (Royal Society University Research Fellowship) на кафедре зоологии Оксфордского университета, а в 1994—1998 гг. — на кафедре иммунологии парижского Института Пастера.
В 1998—2000 гг. заведующая по математической биологии Pirbright Institute.
В 2000—2005 гг. фелло оксфордского колледжа Святой Екатерины.
С 2004 года профессор математической биологии Оксфордского университета и с 2008 года старший исследовательский фелло его Колледжа всех душ, а также с 2005 года директор Института новых инфекционных заболеваний (Institute for Emerging Infections).
Член Европейской академии (2018).
Консультирует британское правительство.
В настоящее время её исследовательская группа сосредоточена на ВИЧ, гепатите С, гриппе и почесухе овец.
Почётный фелло альма-матер оксфордского Сомервиль-колледжа.
Отмечена медалью Габора Лондонского королевского общества (2011) и Weldon Memorial Prize (2018).
DBE (2018).